# 7267 Victormeen
7267 Victormeen (provisional designation: 1943 DF) là một Mars-crossing Hành tinh vi hình. Nó được phát hiện bởi Liisi Oterma ở University of Turku ở Turku, Finland, ngày 23 tháng 2 năm 1943. Nó được đặt theo tên Victor Ben Meen, a Canadian mineralogist and geologist, noted for his research thuộc impact craters such as Pingualuit.